# Ernst Römheld
Ernst Ferdinand Christoph Römheld (26. května 1828 Horní Litvínov – 18. dubna 1895 Vídeň) byl rakouský právník a politik německé národnosti z Čech, v 60. letech 19. století poslanec Českého zemského sněmu.

## Biografie
Absolvoval německé reálné gymnázium v Chomutově. Pak od roku 1844 studoval filozofii a od roku 1847 práva na Karlo-Ferdinandově univerzitě v Praze. Roku 1854 získal titul doktora práv. Od roku 1861 byl advokátem ve Vrchlabí. V letech 1872–1876 zastával funkci starosty. Podle dobového zdroje z roku 1873 byl ovšem uváděn pouze jako náměstek starosty Vrchlabí. V roce 1876 se z Vrchlabí přestěhoval do Währingu u Vídně, kam přenesl i svou advokátní praxi.
Po obnovení ústavního systému vlády počátkem 60. let se zapojil i do politického života. V zemských volbách v Čechách roku 1861 byl zvolen na Český zemský sněm, kde zastupoval kurii městskou, obvod Most, Bílina, Horní Litvínov. Na poslanecké křeslo rezignoval v prosinci 1863. V letech 1861–1864 zastával i post náhradníka zemského výboru.
Zemřel v dubnu 1895. Tělo mělo být po smutečním rozloučení převezeno do Vrchlabí.